# اس‌وای اورورا
اس‌وای اورورا (به انگلیسی: SY Aurora) یک کشتی بود که طول آن ۱۶۵ فوت (۵۰ متر) بود. این کشتی در سال ۱۸۷۶ ساخته شد.